# Lac Huechulafquen
Le lac Huechulafquen est situé au sein du parc national Lanín, dans la province argentine de Neuquén, en Patagonie.
Il fait partie d'un important système lacustre avec les lacs Paimún et Epulafquen. Ces deux derniers sont en fait deux prolongements en forme de doigt du grand lac Huechulafquen, orientés vers l'ouest, le premier au nord-ouest (le lac Paimún), le second au sud-ouest (le lac Epulafquen). Tous deux sont séparés du lac principal par un détroit très étroit.
Le lac Huechulafquen est le lac le plus étendu du parc national Lanín.

## Étymologie

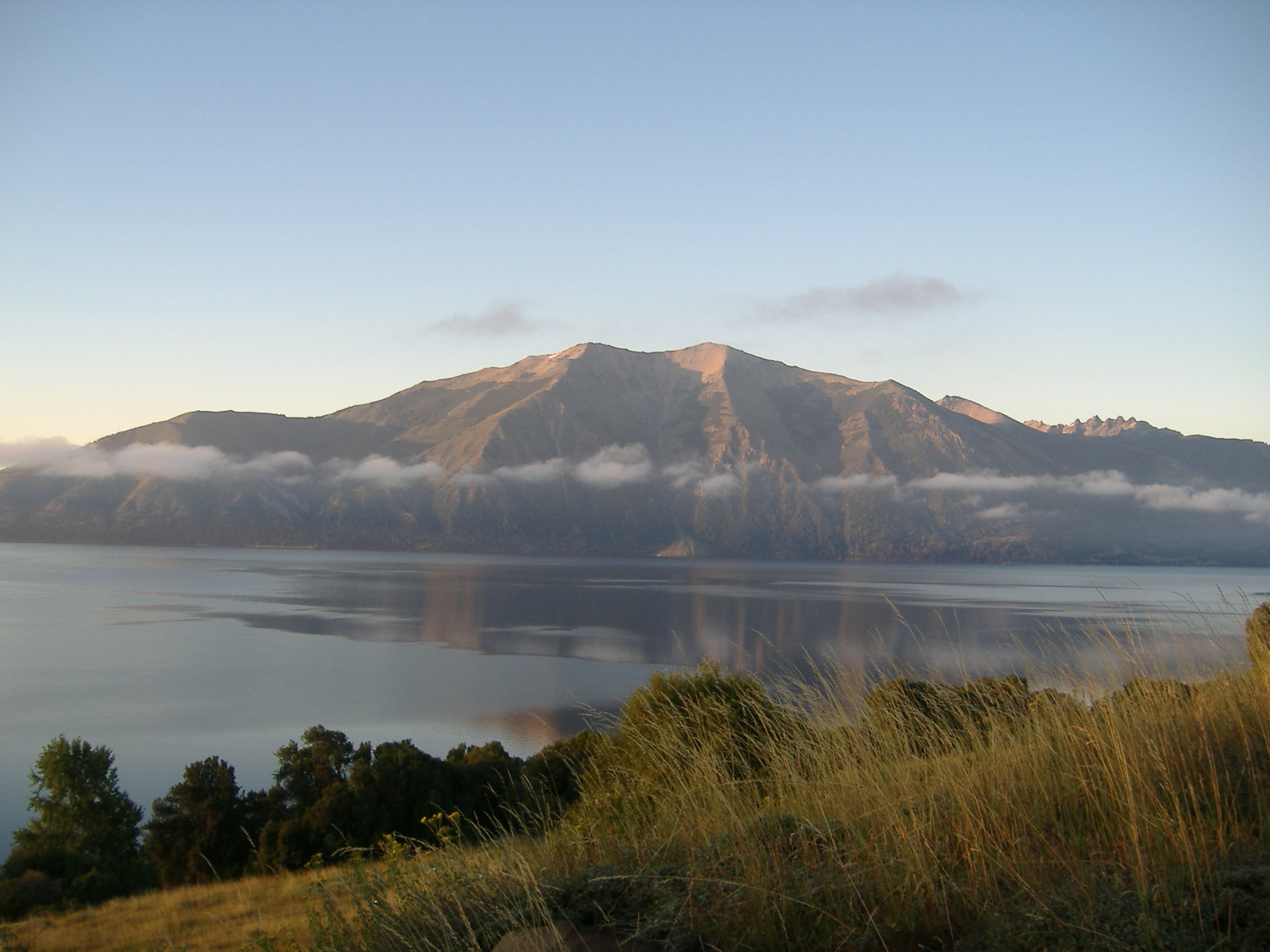
Vue du lac Huechulafquen dans le parc national Lanín.

Son nom est formé de deux vocables mapudungun, langue des mapuches, huechu (grand) et laufquen (lac): « le grand lac ».

## Description
Situé à 893 m d'altitude, sa profondeur moyenne est de 142 m, avec un maximum de 255 m[Où ?]. Il a plus ou moins 30 km de long, pour 5 km de largeur. Sa superficie est de 104 km2. Le volume d'eau qu'il contient est 14,77 milliards de tonnes plus ou moins. Son bassin versant couvre 790 km2.
Les précipitations moyennes dépassent les 1 000 mm annuellement dans son bassin, avec une variation très marquée et croissante d'est en ouest.
À son extrémité est, le lac Huechulafquen déverse ses eaux dans le río Chimehuin, qui coule vers l'Atlantique à travers une chaîne de rivières : successivement le río Chimehuin, le río Collón Curá, le río Limay et le río Negro.
La partie orientale du lac se trouve déjà dans la zone de steppes de la meseta (plateau) patagonienne, mais dans sa partie ouest et centrale, il est entouré des forêts typiques des Andes de Patagonie.

## Volcanisme
Le lac Huechulafquen est dominé au nord par la masse imposante du volcan Lanín. La région de ce lac montre[Où ?] des paysages de débris nettement volcaniques. Nombre de ses affluents ont un cours qui serpente à travers des substrats composés de laves refroidies[Où ?].

## Tourisme
L'entrée du Parc national Lanín se trouve à 22 km de San Martín de Los Andes. La zone du lac Huechulafquen comprend des services pour les campeurs, des hôtels, des cabanes à louer, et des auberges[Où ?].
Au départ du port de Puerto Canoas un service de catamarans permet de visiter le lac et ses paysages volcaniques. En l'empruntant on bénéficiera de vues de la face sud du volcan Lanín (3 776 m d'altitude), couvert de ses grands glaciers.
On peut pratiquer la pêche à la mouche[Où ?] pour les truites, dont certaines variétés sont très prisées (truite arc-en-ciel et truite fario). Cette activité est cependant sévèrement règlementée avec l'ouverture et la fermeture de stations et des poids minimum pour les spécimens capturés. La zone de défluence du lac, appelée « Boca del Chimehuin » est l'une des principales pêcheries à la mouche de Patagonie.

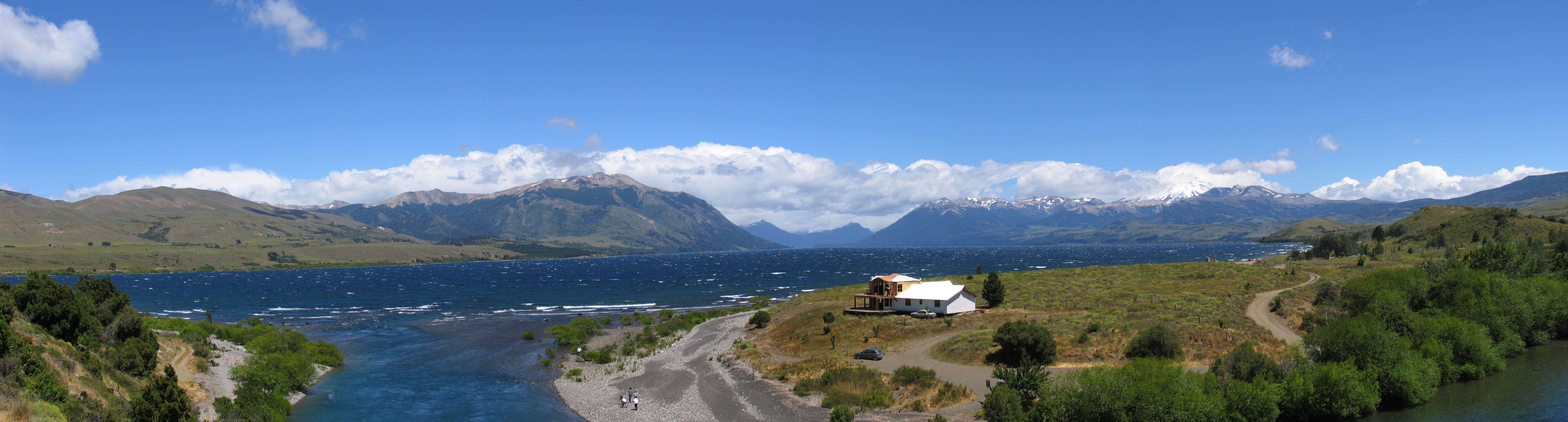
Le lac Huechulafquen au sein du parc national Lanín. À l'avant-plan : la « Boca del Chimehuin ».

## Galerie

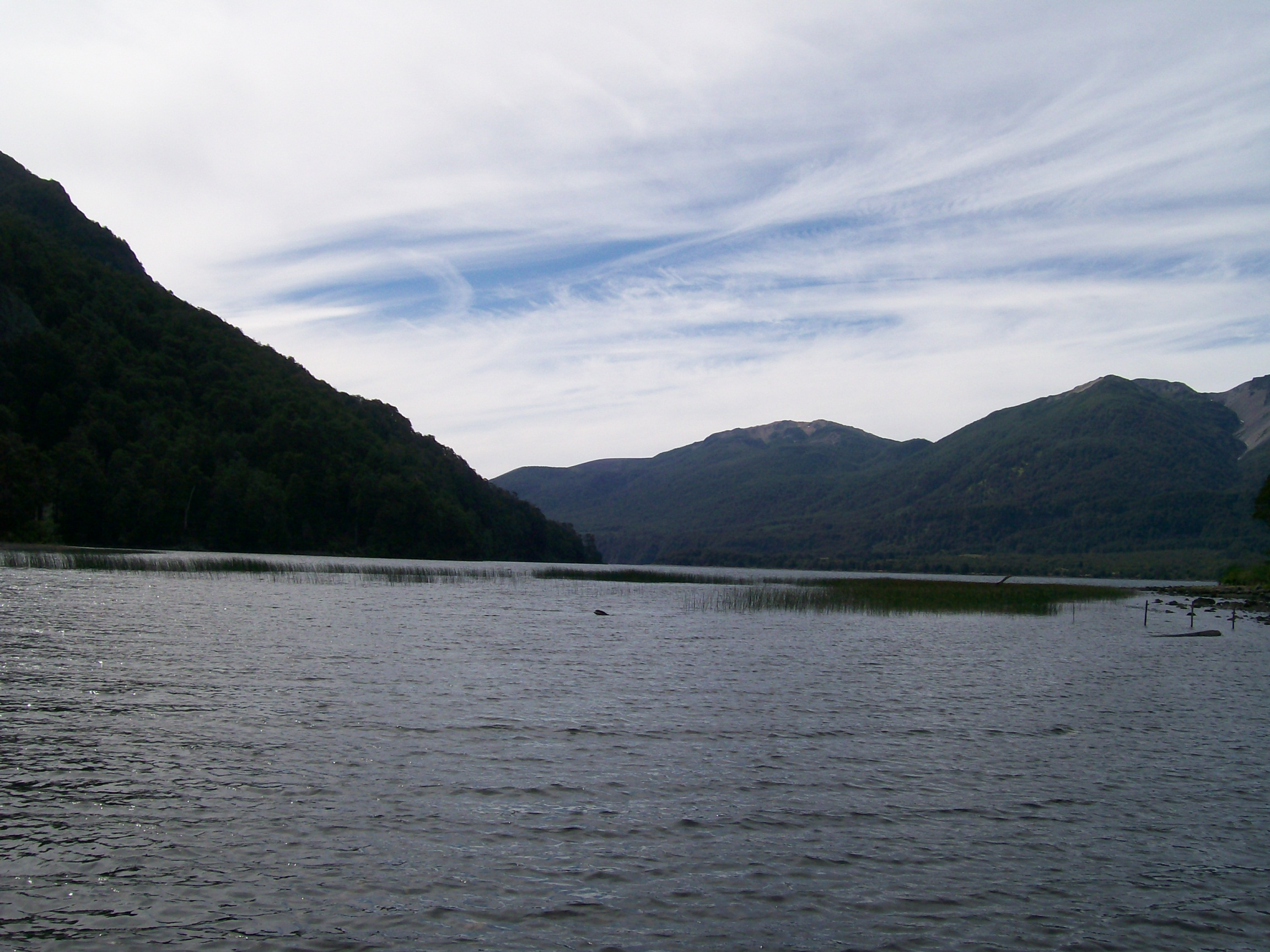
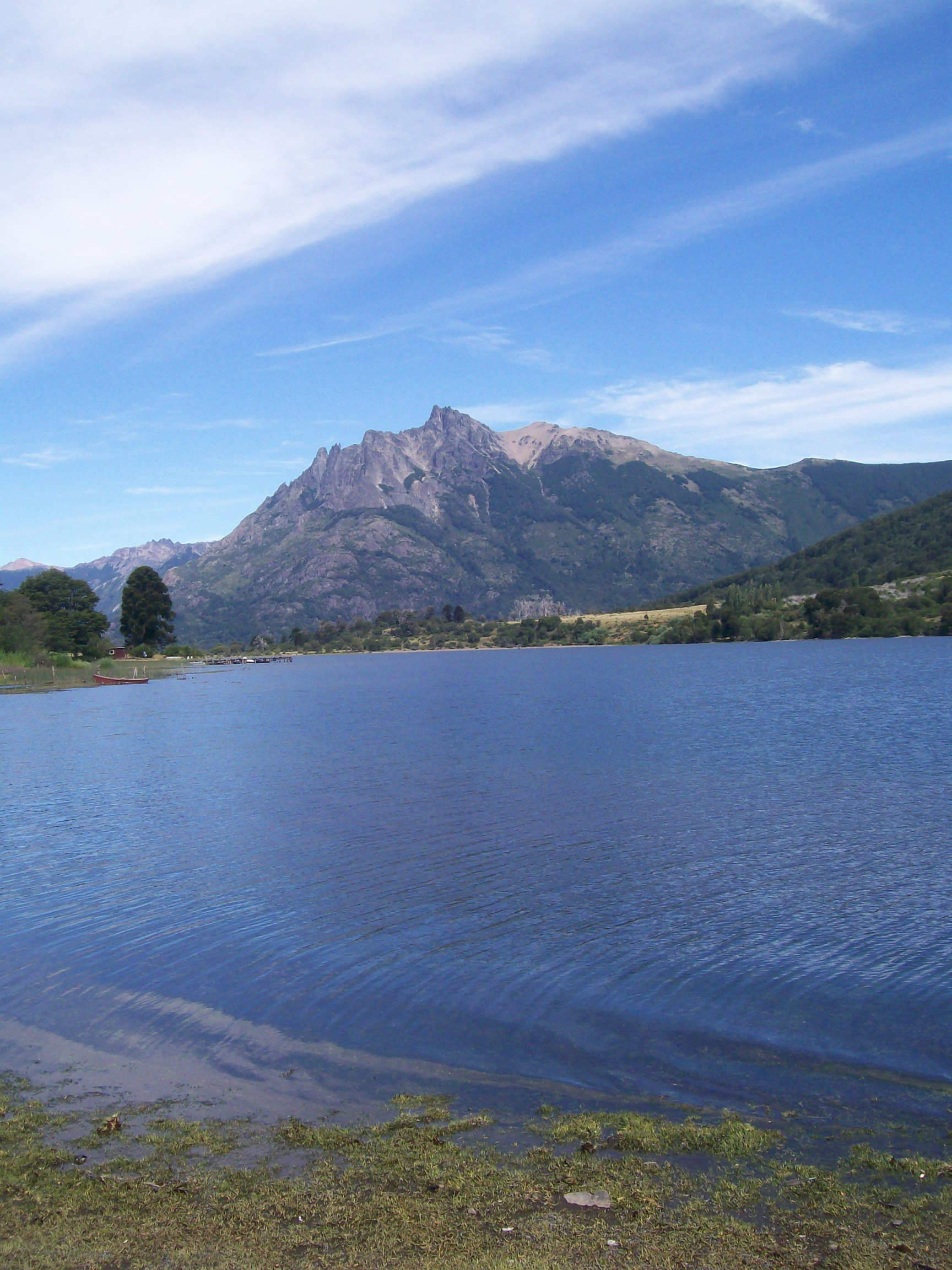
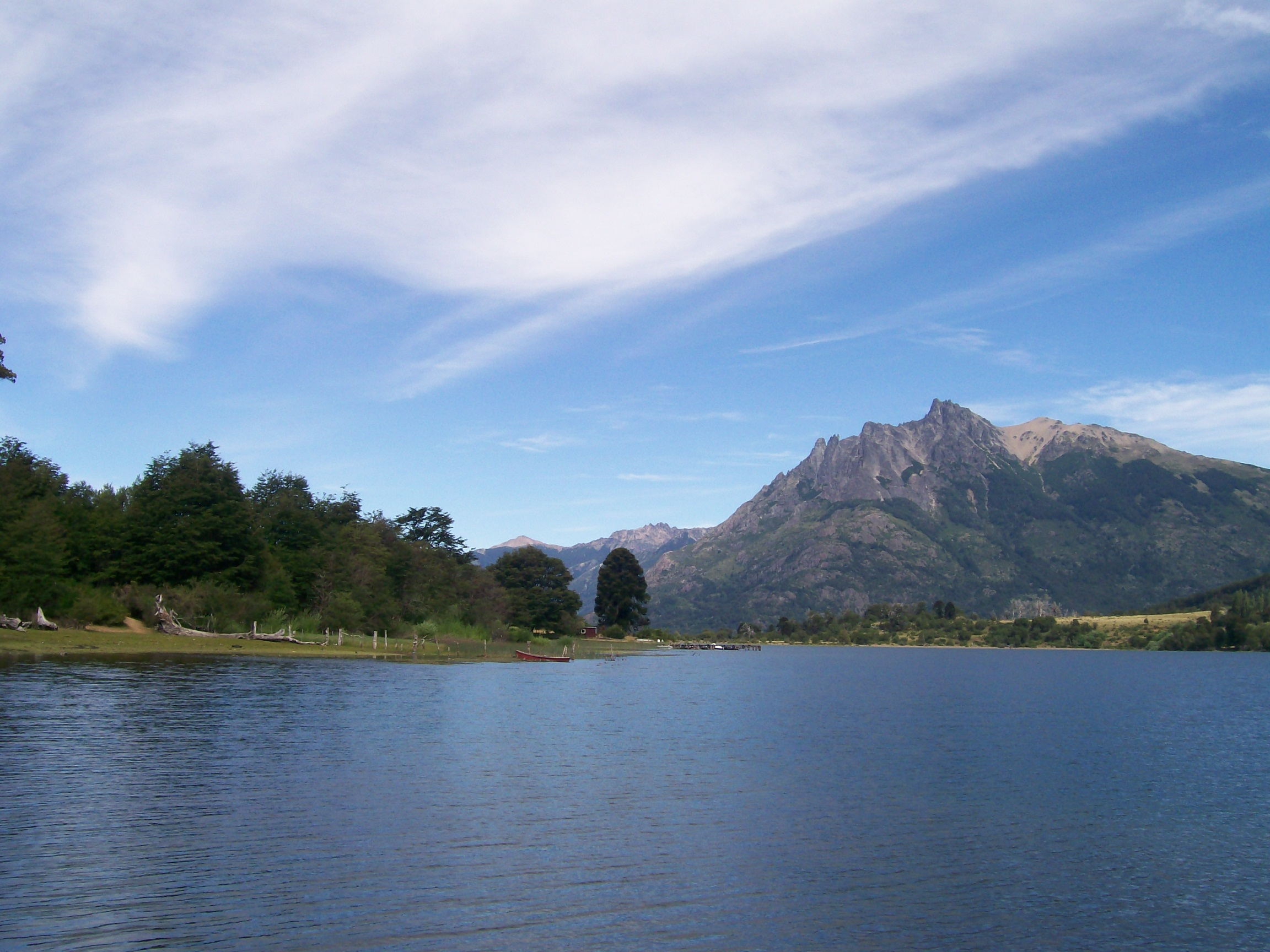